# Ботанічний сад Гоуп
Ботанічний сад Гоуп (англ. Hope Botanical Gardens) — ботанічний сад та парк площею 81 га, які розташовані в Сент-Ендрю (Ямайка). Маєток майора Річарда Гоупа був заснований після 1655 року, коли англійці захопили Ямайку та вигнали іспанців. Сад був створений 1873 року з частини цього маєтку.
Пам'ятки включають пальмовий гай, сад кактусів, оранжерею з орхідеями та декоративні ставки.